# Giro de Lombardía 1936
El Giro de Lombardía 1936 fue la 32.ª edición del Giro de Lombardía. Esta carrera ciclista organizada por La Gazzetta dello Sport se disputó el 8 de noviembre de 1936 con salida y llegada a Milán después de un recorrido de 241 km.
El italiano Gino Bartali (Legnano) conseguía imponerse en la línea de meta a sus compatriotas Diego Marabelli y Luigi Barral (Legnano).

## Desarrollo
En el inicio de la prueba escapan Introzzi, Marabelli, Guidi, Cazzulani, Weber y Barral. Cuando tienen más de cinco minutos de ventaja sobre el pelotón ataca Bartali sin que nadie pudiera seguirle. A 20 km de meta contacta con los fugados. Bartali los ataca, aguantándole Marabelli y Barral que llegan junto a él a meta pero sin opciones de batirlo al esprint.

## Clasificación general
| Posición | Ciclista          | Equipo     | Tiempo     |
| -------- | ----------------- | ---------- | ---------- |
| 1        | Gino Bartali      | Legnano    | 6h 46' 00" |
| 2        | Diego Marabelli   | Individual | m. t.      |
| 3        | Luigi Barral      | Legnano    | m. t.      |
| 4        | Aldo Bini         | Bianchi    | + 2' 25"   |
| 5        | Rinaldo Gerini    | Frejus     | m. t.      |
| 6        | Francesco Camusso | Legnano    | m. t.      |
| 7        | Settimio Simonini | Individual | m. t.      |
| 8        | Osvaldo Bailo     | Legnano    | + 4' 15"   |
| 9        | Severino Canavesi | Ganna      | m. t.      |
| 10       | Carlo Romanatti   | Bianchi    | m. t.      |